# آلن منزلی
آلن منزلی (انگلیسی: Allan Mansley; ۳۱ اوت ۱۹۴۶ – ۴ فوریهٔ ۲۰۰۱) بازیکن فوتبال اهل بریتانیا بود.
از باشگاه‌هایی که در آن بازی کرده‌است می‌توان به باشگاه فوتبال شفیلد ونزدی، باشگاه فوتبال اسکلمرسال یونایتد، باشگاه فوتبال فولام، باشگاه فوتبال بلکپول، باشگاه فوتبال لینکولن سیتی، باشگاه فوتبال اورتون، باشگاه فوتبال برنتفورد، و باشگاه فوتبال نوتس کانتی اشاره کرد.